# Jack Griffo

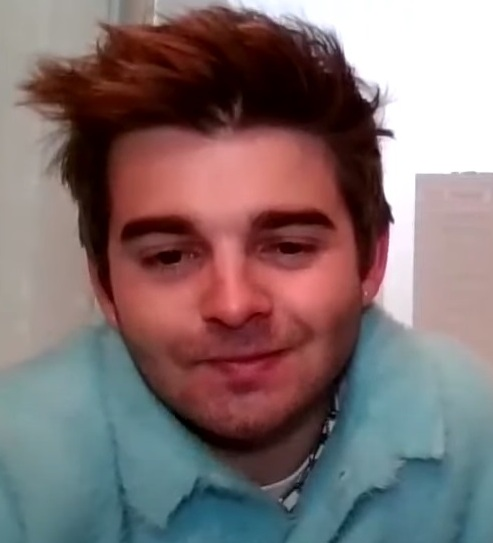
Jack Griffo, 2024

Jack Davis Griffo (* 11. Dezember 1996 in Orlando, Florida) ist ein US-amerikanischer Schauspieler.

## Leben
Jack Griffo wuchs mit seinen Geschwistern in Orlando auf. Als er in der siebten Klasse war, sprach er im Gemeindetheater für eine Hauptrolle vor und bekam sie auch. Er war in den Theaterstücken A Christmas Story und To Kill A Mockingbird zu sehen. Dabei wurde er von einem Schauspielagent entdeckt, der ihn dazu ermutigte Schauspieler zu werden. Daraufhin zog seine Familie 2010 nach Los Angeles.
Im darauf folgenden Jahr erhielt er seine erste Rolle in dem Spielfilm Sound of My Voice. Daraufhin folgten einige Gastauftritte in den Fernsehserien von Disney Channel und Nickelodeon. So war er in Karate-Chaoten, Bucket & Skinner, Marvin Marvin, See Dad Run und Jessie zu sehen.
Von 2013 bis 2018 war er in der Hauptrolle des Max Thunderman in der Nickelodeon-Fernsehserie Die Thundermans zu sehen. Neben Ciara Bravo und Burkely Duffield stand er ab Juli 2013 für den Nickelodeon-Film Verflixt! – Murphys Gesetz als Brett vor der Kamera. Der Fernsehfilm wurde im November 2013 ausgestrahlt. 2015 spielte er im Nickelodeon-Film Ein Adam kommt selten allein den Rettungsschwimmer Vance.
Neben der Schauspielerei sind ihm Sport und Musik wichtig, deswegen hat er einen eigenen YouTube-Kanal.

## Filmografie
- 2011: Sound of My Voice
- 2011: Karate-Chaoten (Kickin’ It, Fernsehserie, Episode 1x07)
- 2011: Bucket & Skinner (Bucket & Skinner'’s Epic Adventures, Fernsehserie, Episode 1x06)
- 2012: What I Did Last Summer: First Kiss (Kurzfilm)
- 2012: American Hero
- 2012: East of Kensington (Kurzfilm)
- 2013: Marvin Marvin (Fernsehserie, Episode 1x07)
- 2013: See Dad Run (Fernsehserie, 3 Episoden)
- 2013: Jessie (Fernsehserie, Episode 2x19)
- 2013: Verflixt! – Murphys Gesetz (Jinxed, Fernsehfilm)
- 2013–2018: Die Thundermans (The Thundermans, Fernsehserie)
- 2015: Nicky, Ricky, Dicky & Dawn (Fernsehserie, Episoden 2x11–2x12)
- 2015: Ein Adam kommt selten allein (Splitting Adam, Fernsehfilm)
- 2015: Sharknado 3 (Sharknado 3: Oh Hell No!, Fernsehfilm)
- 2016: Henry Danger (Fernsehserie, Episoden 2x17–2x18)
- 2016: Navy CIS: L.A. (NCIS: Los Angeles, Fernsehserie, Episode 7x24)
- 2017: Apple of My Eye
- 2017: Those Left Behind
- 2018: Willkommen bei den Louds (The Loud House, Fernsehserie, Episode 3x06, Stimme)
- 2018: School of Rock (Fernsehserie, Episoden 3x19–3x20)
- 2018–2019: Alexa und Katie (Fernsehserie, 13 Episoden)
- 2019: SpongeBob Schwammkopf (Fernsehserie, Episode 12x25 SpongeBobs große Geburtstagssause)
- 2020: The 2nd
- 2024: Rückkehr der Thundermans
- seit 2025: Die Thundermans: Undercover (The Thundermans: Undercover, Fernsehserie)